# Innsbruck villamosvonal-hálózata
Innsbruck villamosvonal-hálózata három vonalból áll, teljes hossza 20,6 km. Az 1000 mm-es nyomtávolságú hálózat 900 V egyenárammal van villamosítva.

## Vonalak
| Járat | Útvonal                                                                        | Megállók száma | Gyakoriság munkanapokon | Hossz        | Utazási idő | Járművek     |
| ----- | ------------------------------------------------------------------------------ | -------------- | ----------------------- | ------------ | ----------- | ------------ |
| 1     | Bergisel, Marktplatz, Ing.-Etzel-Str, Mühlauer Brücke                          | 18             | 10 perc                 | 4,9 km       | 20 perc     | 6 szerelvény |
| 3     | Amras, Leipziger Platz, Hauptbahnhof, Anichstr., Klinik, Höttinger Au/West     | 18             | 10 perc                 | 5,4 km       | 21/22 perc  | 7 szerelvény |
| 6     | Bergisel, Tantegert, Igls Bahnhof                                              | 10             | 60 perc                 | 8,4 km       | 19/22 perc  | 1 szerelvény |
| STB   | Fulpmes, Telfes, Kreith, Mutters, Natters, Marktplatz, Hauptbahnhof, Anichstr. | 32             | 30 perc                 | 21,8/21,2 km | 63/61 perc  | 5 szerelvény |